# Ruta Provincial 90 (Santa Fe)
La Ruta Provincial 90 es una carretera de 155 km de jurisdicción provincial, ubicada en el sur de la Provincia de Santa Fe, Argentina
Comienza en la ciudad de Villa Constitución y finaliza en la Ruta Nacional 8 a 23 km de la ciudad de Venado Tuerto. Los lugareños la llaman el "Camino de Chapuy". 

## Localidades
Las ciudades y pueblos por los que pasa esta ruta de este a oeste son los siguientes:

### Provincia de Santa Fe
Recorrido: 155 km
- Departamento Constitución: Empalme Villa Constitución, Rueda, Godoy, RP 25-S o acceso a: Coronel Bogado, Cepeda, Stephenson, acceso a: J. B. Molina, Sargento Cabral, acceso a: Cañada Rica y General Gelly, Santa Teresa, Máximo Paz y Alcorta.

- Departamento General López: Carreras, acceso a: Labordeboy, Melincué, Elortondo, acceso a: Carmen y Chapuy.